# Katovická konurbace
Katovická konurbace (též nepřesně hornoslezská) je největší a nejlidnatější metropolitní oblast Polska. Tvoří ji podle různých definic 19 až 37 měst (s počtem obyvatel 2,1 až 2,3 milionu) ve Slezském vojvodství (případně okrajově též v Malopolském) na obou stranách zemské hranice mezi (Horním) Slezskem a Malopolskem. Vyvinula se v průběhu 19. a 20. století v souvislosti s intenzivní těžbou černého uhlí a na ni navazujícími dalšími odvětvími těžkého průmyslu. Na jihozápadě plynule přechází v Rybnický uhelný okruh, který dále sousedí s českým Ostravskem (pro tyto tři sousedící seskupení měst se občas používá termín Slezská metropolitní oblast), zatímco na východě je jejím pokračováním krakovská aglomerace.

## Města

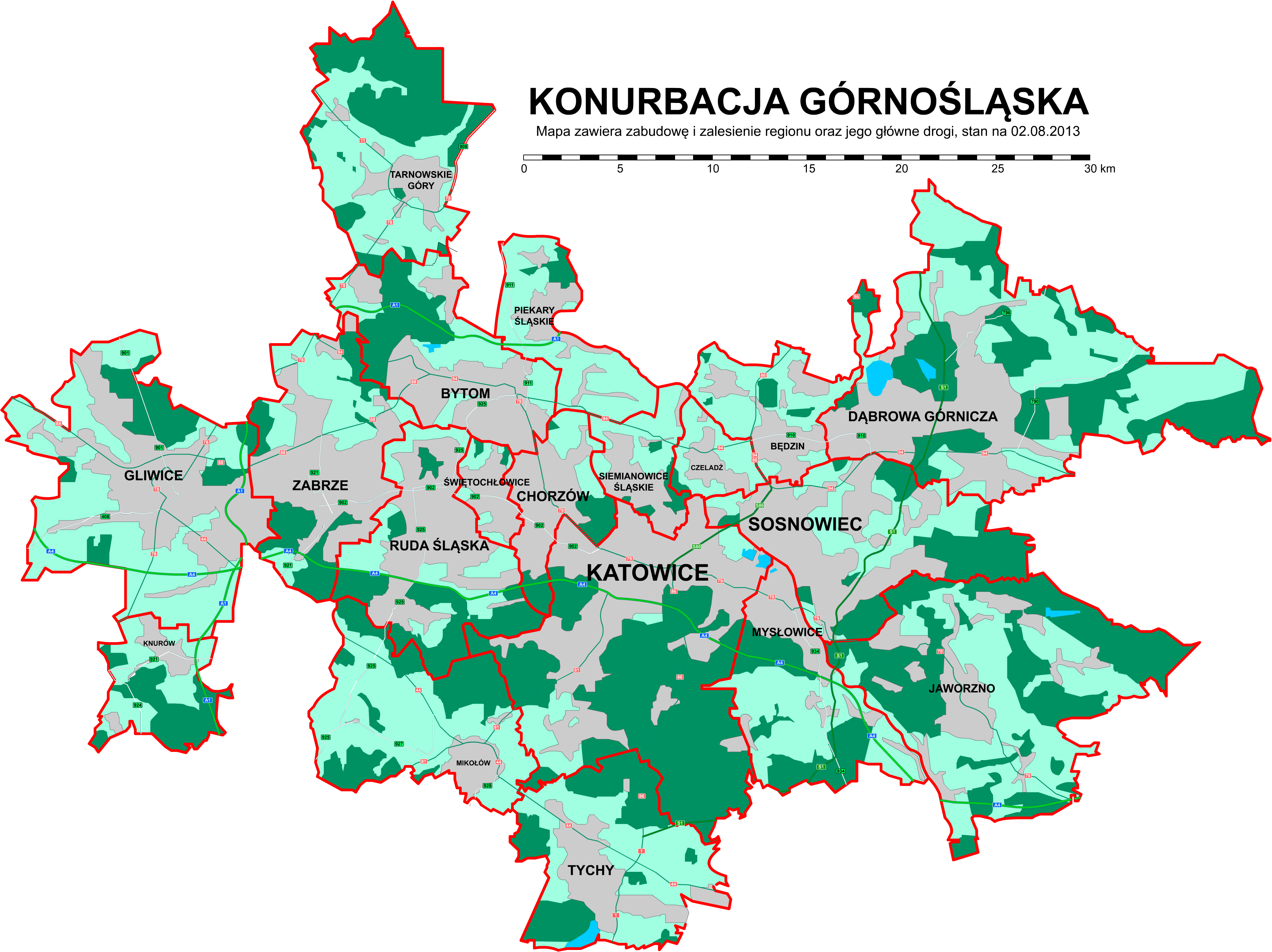
19 měst katovické (hornoslezské) konurbace podle Hlavního statistického úřadu PR

Hlavní statistický úřad Polské republiky (Główny Urząd Statystyczny) definoval v roce 2006 katovickou konurbaci jako celek složený z následujících devatenácti měst, jež představují nesporné jádro konurbace:
- Będzin
- Bytom
- Czeladź
- Dąbrowa Górnicza
- Hlivice (Gliwice)
- Chořov (Chorzów)
- Katovice (Katowice)
- Knurów
- Jaworzno
- Mikulov (Mikołów)
- Myslovice (Mysłowice)
- Siemianowice Śląskie
- Slezská Ruda (Ruda Śląska)
- Slezské Pěkary (Piekary Śląskie)
- Sosnovec (Sosnowiec)
- Świętochłowice
- Tarnovské Hory (Tarnowskie Góry)
- Tychy
- Zabrze

Sousedí s nimi další menší města, která jsou podle jiných konceptů – například územního plánu Slezského vojvodství, evropského programu ESPON nebo řady vědeckých publikací z oblasti ekonomiky a územního plánování – taktéž součástí konurbace:
- Beruň (Bieruń)
- Imielin
- Lędziny
- Łaziska Górne
- Miasteczko Śląskie
- Orzesze
- Pyskowice
- Radzionków
- Sławków
- Sośnicowice/Kieferstädtel
- Wojkowice

Nejširší definice (Robert Krzysztofik, Tomasz Spórna) zahrnují do vnější zóny katovické konurbace rovněž města: Chrzanów, Kalety, Libiąż, Łazy, Pština (Pszczyna), Seveř (Siewierz) a Toszek.

## Metropolitní svazek

Členské obce Metropole Horní Slezsko–Zagłębie (2017)

V roce 2007 byl založen Hornoslezský metropolitní svazek (Górnośląski Związek Metropolitalny) s cílem těsnější spolupráce mezi městy v konurbaci v oblasti dopravy, územního plánování, dotací z evropských fondů, připravování rozvojových strategií, propagace apod. Patřilo k němu čtrnáct měst – vzhledem k tehdejší právní úpravě výlučně těch s postavením samostatného okresu: Bytom, Dąbrowa Górnicza, Hlivice, Chořov, Jaworzno, Katovice, Myslovice, Siemianowice Śląskie, Slezská Ruda, Slezské Pěkary, Sosnovec, Świętochłowice, Tychy, Zabrze.
Po schválení tzv. metropolitního zákona (ustawa metropolitalna) v roce 2017 byl Hornoslezský metropolitní svazek nahrazen novým sdružením obcí s názvem Górnośląsko-Zagłębiowska Metropolia (Metropole Horní Slezsko–Zagłębie). Jeho součástí jsou nejen jádrová města konurbace, ale i řada venkovských gmin v přilehlých okresech Beruň-Lędziny, Będzin, Hlivice, Mikulov, Pština a Tarnovské Hory. Naopak do Metropole nevstoupilo město Jaworzno, a to kvůli obavě ze ztráty samostatnosti zejména při organizaci veřejné dopravy. Takto vymezená oblast má rozlohu 2 554 km² a v roce 2019 čítala 2 249 568 obyvatel.